# امیل ماگنوسون
امیل ماگنوسون (انگلیسی: Emil Magnusson؛ ۲۳ نوامبر ۱۸۸۷ – ۲۶ ژوئیه ۱۹۳۳ (aged 45)) ورزشکار دو و میدانی اهل سوئد بود.
وی در مسابقات کشوری و بین‌المللی در مجموع برندهٔ ۱ مدال برنز شده‌است.